# NGC 2927
NGC 2927 ist eine Balken-Spiralgalaxie vom Hubble-Typ SBb im Sternbild Löwe auf der Ekliptik. Sie ist schätzungsweise 334 Millionen Lichtjahre von der Milchstraße entfernt.
Das Objekt wurde am 21. Februar 1863 von Heinrich d’Arrest entdeckt.